# Sauz de San Lucas
Sauz de San Lucas är en ort i kommunen Tejupilco i delstaten Mexiko i Mexiko. Samhället hade 656 invånare vid folkräkningen 2020.